# Wojciech Fortuna
Wojciech Fortuna, poljski smučarski skakalec, * 6. avgust 1952, Zakopane, Poljska.
Fortuna je bil kot neuveljavljen smučarski skakalec v zadnjem trenutku izbran za nastop na Zimskih olimpijskih igrah 1972 v Saporu, kjer je presenetljivo osvojil naslov olimpijskega prvaka na veliki skakalnici in šesto mesto na srednji.